# Kom - Emine
Kom – Emine (KE, bułg. Ком – Емине) – nazwa najdłuższego oznaczonego pieszego szlaku turystycznego w Bułgarii, zwanego w przeszłości „Szlakiem przyjaźni”.
Szlak ten jest (od 1989) końcowym odcinkiem europejskiego szlaku turystycznego E3, który łączy Ocean Atlantycki z Morzem Czarnym. 2 skrajnymi punktami szlaku są szczyt Kom, który znajduje się bezpośrednio w pobliżu granicy z Serbią, i przylądek Emine nad Morzem Czarnym, wysunięty najbardziej na wschód punkt Starej Płaniny.
Długość szlaku Kom – Emine to w przybliżeniu 650–700 km i jest on do przejścia w 20–25 dni w letnich warunkach i około miesiąca – w zimowych; mają też miejsce biegi maratońskie, przy czym oficjalny rekord wynosi 5 dni i 17 godzin. Podczas przejścia pokonuje się teren z wielkimi przewyższeniami i zdobywa się ponad 100 staropłanińskich szczytów. Schroniska na szlaku są względnie dobrze rozmieszczone, jedynie koło przełęczy Wratnik i Riszkiej nocleg jest problematyczny. Środek szlaku znajduje się koło schroniska Uzana, co pokrywa się także z geograficznym centrum Bułgarii.
Letnie oznaczenie składa się z czerwonej linii, ograniczonej dwiema białymi liniami i jest umieszczone na nieruchomych przedmiotach na szlaku (drzewa, kamienie, budynki itp.). Oznaczenie zimowe, które w wielu miejscach pokrywa się z letnią, ma postać wpuszczonych w ziemię metalowych słupów, pomalowanych na przemian w pasy koloru żółtego i czarnego.

## Historia
Pierwszy raz szlak przeszedł w 1933 Paweł Deliradew, bułgarski podróżnik i badacz, zwany „Spadkobiercą Aleko Konstantinowa”. Istotnie, sam Konstantinow pierwszy wpadł na pomysł tego szlaku, ale nie udało mu się go zrealizować. Dopiero w 1953 przejście powtórzyli członkowie Republikańskiej Komisji ds. Turystyki przy Najwyższym Komitecie Kultury Fizycznej i Sportu (WKFS) i ostatecznie został wytyczony przy dwóch następnych przejściach w 1955 i 1959. Szlak został oficjalnie otwarty w 1985 i był początkowo pomyślany jako przedłużenie Międzynarodowego Szlaku Pieszego Eisenach – Budapeszt (EB). Uwidaczniało się to w takim samym wyglądzie logo. Bułgarski Związek Turystyczny wydawało nawet wspólne przewodniki po EB i KE.
Pierwsze udane zimowe przejście miało miejsce w 1961, a pierwsze przejście w odwrotnym kierunku (z Emine na Kom) zostało zrealizowane w lipcu 1968 przez grupę z Uniwersytetu Ruseńskiego – WIMMESS. Dzisiaj oprócz pieszych wycieczek turystycznych szlak Kom – Emine jest używany także jako trasa zawodów terenowych.
Istnieje tradycja brania dwóch kamyków z góry Kom, potem na końcu wędrówki oraz pełnego przejścia Bułgarii wrzucania jednego z przylądka Emine do Morza Czarnego i wzięcia ze sobą drugiego kamienia jako pamiątki.

## Przykładowy grafik
Przedstawiony 26-dniowy grafik zapewnia równomierny wysiłek; 700 kilometrów pokonuje się w 22 dni, dwa dni są przewidziane na odpoczynek, a po jednym dniu – na dojście do schroniska Kom i do miast Święty Włas/Obzor:
| Dzień   | Marszruta (w nawiasach podane są wysokości w m n.p.m.) | Przybliżony czas przejścia (bez odpoczynków) |
| ------- | --- | -------------------------------------------- |
| –       | Dojazd do Berkowicy (405) i zwiedzanie zabytków kulturalno-historycznych miasta; Berkowica – schronisko Kom (nowe/stare – 1507/1635, nocleg – n) | 3,30 godz.                                   |
| 1.      | Schronisko Kom – szczyt Kom (2016) – Małyk Kom (Mały Kom, 1959) – Przełęcz Petrochańska (1444) – schronisko Petrochan (1470, n) | 6,00 godz.                                   |
| wariant | Przyjeżdża się na Przełęcz Petrochańską, zostawia się plecaki w restauracji i bez bagażu idzie się na górę Kom, po czym się wraca i nocuje w schronisku Petrochan. W ten sposób oszczędza się jeden dzień i noszenie przez dwa dni ciężkiego plecaka |                                              |
| 2.      | Schronisko Petrochan – schronisko Probojnica (1000, n) | 5,00 godz.                                   |
| 3.      | Schronisko Probojnica – dworzec kolejowy Łakatnik – wieś Łakatnik (882) – schronisko Trystena (Trystenaja) (1130, n) | 6,00 godz.                                   |
| 4.      | Schronisko Trystena – schronisko Czukawa – schronisko Leskowa (1340, n) | 6,00 godz.                                   |
| 5.      | Schronisko Leskowa – schronisko Murgasz (1400, n) | 6,30 godz.                                   |
| 6.      | Schronisko Murgasz – szczyt Murgasz (1687) – przełęcz Witinia (970, nocleg w schronie turystycznym) | 5,00 godz.                                   |
| wariant | Schronisko Leskowa – Belijat kamyk (Biały Kamyk) – Zła Poljana – przełęcz Witinia |                                              |
| 7.      | Przełęcz Witinia – Przełęcz Botewgradzka (970) – schronisko Czawdar (1450) – schronisko Kaszana (1340, n) Wariant: Nocleg w schronisku Murgana (1430) | 8,00 godz.                                   |
| 8.      | Schronisko Kaszana – opuszczone schronisko Płaninski izwori (Górskie Źródła, 1850, n) Wariant: Nocleg w schronisku Momina polana (1640) | 6,30 godz.                                   |
| 9.      | Schronisko Płaninski izwori – Weżen (2198) – schronisko Echo (1650) – schronisko Kozia stena (Kozia Ściana, 1560, n) Wariant awaryjny: Przy pogorszeniu pogody i niebezpieczeństwie burz z piorunami dobrze jest przejść trasą: Przełęcz Antonska – schronisko Benkowski (1540) – schronisko Weżen (1650), a po poprawieniu się pogody przejść Klisurską Drogą i wyjść na główny grzbiet przy przełęczy Kamennata porta (Kamienne wrota) | 10,00 godz.                                  |
| 10.     | Schronisko Kozia stena – Przełęcz Trojańska (1525) – schron Orłowo gnezdo (Orle gnazdo, 1560) – schronisko Dermenka (1480) – schronisko Dobriła (1840, n) Wariant: Nocleg w schronisku Nezabrawka (Niezapominajka, 1640) | 7,00 godz.                                   |
| 11.     | Schronisko Dobriła (dzień odpoczynku – wyciągiem można zjechać do Sopotu, gdzie można uzupełnić prowiant i zobaczyć zabytki kulturalno-historyczne) | –                                            |
| 12.     | Schronisko Dobriła – Lewski/Ambarica (2166) – Goljam Kupen (2169) – schron Botew (2056) – szczyt Botew (2376) – schron Marinka (2060) – schronisko Tyża (1520, n) Wariant awaryjny: Przy pogorszeniu pogody i niebezpieczeństwie burz z piorunami dobrze jest przejść trasą: schronisko Dobriła – schronisko Wasyl Lewski (1400). Stąd przy poprawie pogody łatwo można znów wejść na grań                                               | 11,00 godz.                                  |
| 13.     | Schronisko Tyża – Rosowatec (1972) – Peesztite skali (Śpiewające Skały, 1200) – schronisko Mazałat (1520) – schronisko Jantra (1170, n) Wariant: Nocleg w schronisku Uzana albo w którymś z hoteli w miejscu Uzana | 6,30 godz.                                   |
| 14.     | Schronisko Jantra – hotel Chlebna (1100) – geograficzny środek Bułgarii (1350) – przełęcz Szipka (1185) – schronisko Buzłudża (1280) – schronisko Mładost (Młodość, 618 n) Wariant: Nocleg w schronisku Buzłudża | 8,00 godz.                                   |
| 15.     | Schronisko Mładost – schronisko Byłgarka (Bułgarka, 1135) – dworzec kolejowy Krystec (866) – schronisko Gramadliwa (876, n) Wariant: Nocleg w schronisku Chimik (Chemik, 850) albo Predeła (698) | 8,00 godz.                                   |
| 16.     | Schronisko Gramadliwa – schronisko Chimik – Przełęcz Republiki (schronisko Predeła, 698) – zburzony schron Butora (800) – zburzony schron Karaiwanowo choriszte (1100) – schronisko Bukowec (1100, n) Wariant: Nocleg w schronisku Czumerna (1446) | 8,00 godz.                                   |
| 17.     | Schronisko Bukowec – schronisko Czumerna – szczyt Czumerna (1536) – Temnata gora (Ciemny Las) – Aglikina polana – przełęcz Wratnik (1097) ze schronem służb drogowych Tabelite (nocleg jest problematyczny) Wariant: Nocleg w opuszczonym schronie Wratnik (1100) w prymitywnych warunkach | 10,00 godz.                                  |
| 18.     | Schronisko Tabelite – schron Wratnik na przełęczy Żelezni wrata (Żelazne Wrota) – Deliradewata buka (Buk Deliradewa) – Razbojna (1128) – miasto Koteł (643, nocleg w hotelu albo na prywatnej kwaterze) | 10,00 godz.                                  |
| 19.     | Koteł (dzień odpoczynku – uzupełnianie prowiantu i zwiedzanie zabytków kulturalno-historycznych) | –                                            |
| 20.     | Koteł – schronisko na Przełęczy Wyrbiszkiej (470, n) | 8,00 godz.                                   |
| 21.     | Schronisko na Przełęczy Wyrbiszkiej – leśniczówka Elesznica (651) – Bajraka (519) – Przełęcz Riszka (400) – schronisko Nemojdere (549, nocleg jest problematyczny) Wariant: Nocleg pod gołym niebem w rejonie opuszczonego obozu pionierskiego | 12,00 godz.                                  |
| 22.     | Przełęcz Riszka – schronisko Łuda Kamczija (300, n) | 8,00 godz.                                   |
| 23.     | Schronisko Łuda Kamczija – schronisko Koziczino (524, n) | 10,00 godz.                                  |
| 24.     | Schronisko Koziczino – Przełęcz Diulińska (440) – Pogledec – Przełęcz Pomorijska (440) – Emona (108, nocleg w jednym z hoteli); prosto do przylądka Emine (0) i do emońskiego monasteru Św. Mikołaja | 11,00 godz.                                  |
| –       | Odjazd (na północ – przez Obzor albo na południe – przez Elenite i miasto Sweti Włas) | –                                            |
|         | Razem | 189 godz.                                    |